# Lutas nos Jogos Pan-Americanos de 2015 - Livre até 53 kg feminino
A categoria até 53 kg feminino foi um dos eventos da luta livre nos Jogos Pan-Americanos de 2015. Foi disputada em 16 de julho no Centro Esportivo Mississauga, em Mississauga.  

## Calendário
Horário local (UTC-4).
| Data        | Horário | Fase                |
| ----------- | ------- | ------------------- |
| 16 de julho | 14:35   | Quartas de final    |
| 16 de julho | 16:41   | Semifinal           |
| 16 de julho | 21:53   | Disputa pelo bronze |
| 16 de julho | 22:02   | Final               |

## Medalhistas
| Ouro   | USA Whitney Conder                           |
| Prata  | MEX Alma Valencia                            |
| Bronze | CUB Yamilka Del Valle VEN Betzabeth Arguello |

## Resultados

### Chave
| Quartas de final | Quartas de final       | Quartas de final | Quartas de final | Quartas de final |  |  | Semifinal | Semifinal             | Semifinal | Semifinal | Semifinal |  |  | Final | Final              | Final | Final | Final |
|                  |                        |                  |                  |                  |  |  |           |                       |           |           |           |  |  |       |                    |       |       |       |
|                  |                        |                  |                  |                  |  |  |           |                       |           |           |           |  |  |       |                    |       |       |       |
|                  |                        |                  |                  |                  |  |  |           | USA Whitney Conder    | 4         | 2         |           |  |  |       |                    |       |       |       |
|                  | CAN Brianne Barry      | 0                | 1                |                  |  |  |           | CUB Yamilka Del Valle | 2         | 0         |           |  |  |       |                    |       |       |       |
|                  | CUB Yamilka Del Valle  | 8                | 2                |                  |  |  |           |                       |           |           |           |  |  |       | USA Whitney Conder | 2     | 1     |       |
|                  | ECU Luisa Valverde     | 3                | 2                |                  |  |  |           |                       |           |           |           |  |  |       | MEX Alma Valencia  | 0     | 2     |       |
|                  | BRA Giullia Rodrigues  | 0                | 4                |                  |  |  |           | ECU Luisa Valverde    | 0         | 0         |           |  |  |       |                    |       |       |       |
|                  | VEN Betzabeth Arguello | 1                | 0                |                  |  |  |           | MEX Alma Valencia     | 1         | 10        |           |  |  |       |                    |       |       |       |
|                  | MEX Alma Valencia      | 0                | 12               |                  |  |  |           |                       |           |           |           |  |  |       |                    |       |       |       |

### Repescagem
|  | Primeira rodada       | Primeira rodada       | Primeira rodada |  |  | Disputa pelo bronze   | Disputa pelo bronze   | Disputa pelo bronze |
|  |                       |                       |                 |  |  |                       |                       |                     |
|  | bye                   |                       |                 |  |  |                       |                       |                     |
|  | bye                   | bye                   |                 |  |  | bye                   | bye                   |                     |
|  | CUB Yamilka Del Valle | CUB Yamilka Del Valle |                 |  |  | CUB Yamilka Del Valle | CUB Yamilka Del Valle |                     |
|  | bye                   |                       |                 |  |  |                       |                       |                     |
|  |                       |                       |                 |  |  |                       |                       |                     |
|  |                       |                       |                 |  |  |                       |                       |                     |
|  |                       |                       |                 |  |  |                       |                       |                     |

|  | Primeira rodada        | Primeira rodada    | Primeira rodada |  |  | Disputa pelo bronze    | Disputa pelo bronze    | Disputa pelo bronze |
|  |                        |                    |                 |  |  |                        |                        |                     |
|  | VEN Betzabeth Arguello |                    |                 |  |  |                        |                        |                     |
|  | bye                    | bye                |                 |  |  | VEN Betzabeth Arguello | VEN Betzabeth Arguello | 6 2                 |
|  | ECU Luisa Valverde     | ECU Luisa Valverde |                 |  |  | ECU Luisa Valverde     | ECU Luisa Valverde     | 0                   |
|  | bye                    |                    |                 |  |  |                        |                        |                     |
|  |                        |                    |                 |  |  |                        |                        |                     |
|  |                        |                    |                 |  |  |                        |                        |                     |
|  |                        |                    |                 |  |  |                        |                        |                     |